# 有馬英二
有馬 英二（ありま ひでじ/えいじ、1883年（明治16年）5月25日 - 1970年（昭和45年）4月6日）は、日本の明治時代・大正時代・昭和時代の医学者・政治家。位階は正三位。勲等は勲二等。北海道帝国大学名誉教授。衆議院議員（1期）、参議院議員（2期）。旧姓・栗山。BCGの研究者としても知られる。

## 来歴

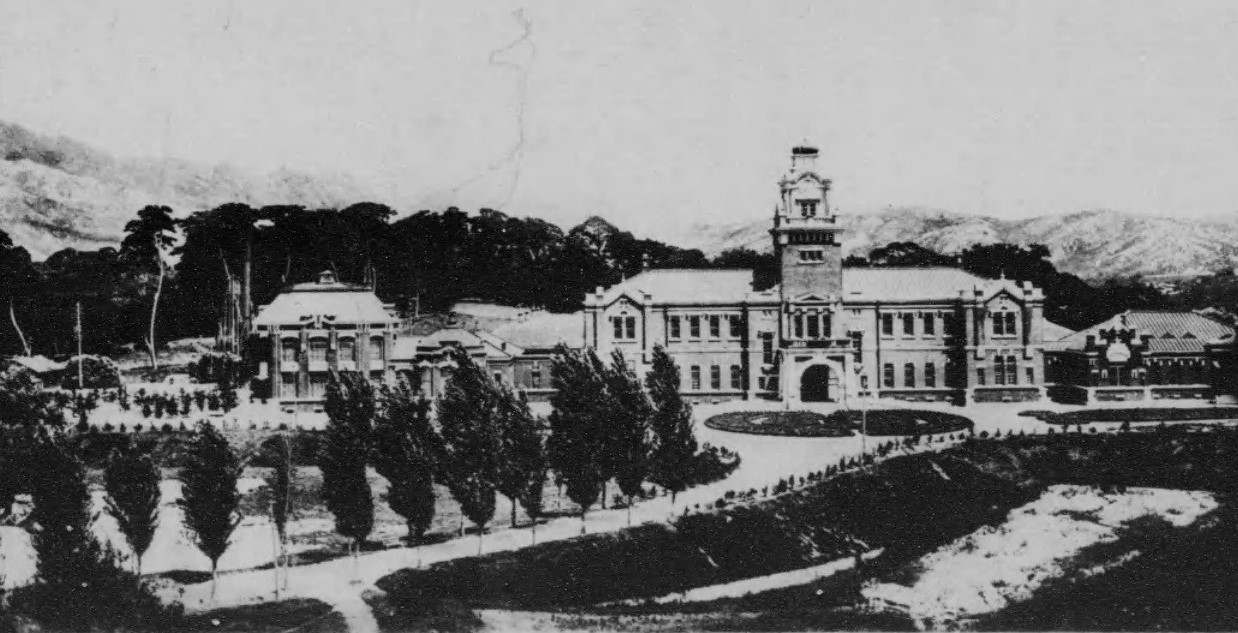
朝鮮総督府医院

現在の福井県坂井市（旧坂井郡三国町）で旧福井藩藩医栗山英哉の次子として生まれ、1888年に有馬家の養嗣子となった。旧制福井中学校（現・福井県立藤島高等学校）、第四高等学校を経て、1908年東京帝国大学医科大学卒業。その後、同大学青山内科に入局。1914年朝鮮総督府医院内科に勤務。1916年朝鮮総督府医院第2内科科長。1921年北海道大学附属医院の院長に就任。同年、北海道帝国大学医学部第一内科教授にも就任。断層撮影や、集団間接撮影およびBCGの研究など、結核の診断・予防に尽力。中央結核研究会会長や日本胸部疾患学会会長なども務めた。1941年11月には、北方結核研究会を設立し、同会長に就任した。1944年、樺太医学専門学校の2代目校長に就任。
1946年3月31日に北海道帝国大学を停年退官。同名誉教授。同年4月10日執行の第22回衆議院議員総選挙に無所属で立候補して初当選。1947年、1947年北海道庁長官選挙に民主党から立候補するも決選投票で日本社会党の田中敏文に敗れ落選。同年の第23回衆議院議員総選挙に民主党から立候補を要請されるも体調不良を理由に辞退した。同年、北海道庁立女子医学専門学校（後の札幌医科大学）客員教授に就任。1950年3月に同専門学校を退職し、同年6月4日第2回参議院議員通常選挙と同時に行われた補欠選挙で国民民主党より当選。1953年4月24日執行の第3回参議院議員通常選挙において改進党から立候補し再選。1959年6月2日執行の第5回参議院議員通常選挙には立候補せず政界から引退した。なお、1941年より1969年まで学校法人北星学園理事長も併任していた。
1963年11月の秋の褒章で北星学園理事長として教育振興により藍綬褒章を受章し、1963年4月の春の叙勲で勲二等に叙され、旭日重光章を受章する。
1970年4月6日、死去した。86歳没。同月10日、特旨を以て位一級を追陞され、死没日付をもって従三位から正三位に叙され、銀杯一組を賜った。

## 親族
- 兄 栗山俊一（日本大学教授）[4]
- 弟 栗山茂（外交官、最高裁判所判事）[4]